# Abderahím Úkílí
Abderahím Úkílí, arabul: عبد الرحيم الوكيلي (Rabat, 1970. december 12. – 2023. december 18.) válogatott marokkói labdarúgó.

## Pályafutása

### Klubcsapatban
Rabatban született. Pályafutása nagy részét Németországban töltötte, játszott többek között a TGM SV Jügesheim (1993–94), az 1. FSV Mainz 05 (1994–97, 2000–01), az 1860 München (1997–99), a Tennis Borussia Berlin (1999–00) és a Karlsruher SC (2002–05) csapatában. 2001 és 2003 között a görög Skoda Xánthi játékosa volt.

### A válogatottban
1996 és 1998 között 11 alkalommal játszott a marokkói válogatottban és 2 gólt szerzett. Részt vett az 1998-as afrikai nemzetek kupáján és az 1998-as világbajnokságon.